# Cvetozar Viktorov
Cvetozar Ivanov Viktorov (in bulgaro Цветозар Иванов Викторов?; Kovačevci, 11 febbraio 1963) è un bobbista bulgaro.
Ha gareggiato con la Nazionale di bob della Bulgaria a tre edizioni delle Olimpiadi invernali, a Calgary 1988, Albertville 1992 e Lillehammer 1994.